# Kaunasser Stausee
Das Kaunasser Stausee (litauisch: Kauno marios, auch Stausee von Kaunas) ist ein Stausee, der in sowjetischer Zeit durch das Aufstauen der Memel oberhalb von Kaunas entstanden ist. Der Stausee besteht seit 1959. 

## Details
Die Rückstauung umfasst eine Länge von über 80 km, die Länge des eigentlichen Stausees, dort, wo das gesamte Flusstal überschwemmt ist, beträgt 25 km. Er hat – bei Normalwasserstand – eine Fläche von 63 km². Die größte Breite beträgt über 3 km, die größte Tiefe 22 m.
Von der Überschwemmung waren mindestens 45 Dörfer betroffen, deren Bewohner umgesiedelt wurden. Einige Bauwerke, wie die Holzkirche von Rumšiškės, wurden gerettet und anderswo wieder aufgebaut.
Am Ufer befinden sich das Kloster Pažaislis, der Yachthafen Kaunas, der Park Girionys, der Regionalpark Kauno marios und das ethnographische Freilichtmuseum Rumšiškės. Der See wird als Segelgewässer genutzt, in unmittelbarer Nähe von Kaunas befindet sich ein Jachthafen von Pažaislis.
Der Stausee dient als unteres Becken für das Pumpspeicherkraftwerk Kruonis.